# Joachim Arentsehe
Joachim Arentsehe, irrtümlich auch Arentsche, († nach 1587) war ein deutscher Dramatiker.
Als Dank für seine Verdienste erhielt er von der Kongregation Unser Lieben Frauen am Brühl vor Hildesheim eine jährliche Zinsverschreibung von 84 Gulden für eine an die Grafen von Mansfeld geliehene Hauptsumme von 1400 Gulden. Später hielt sich Arentsehe längere Zeit in Holland und anderen ausländischen Orten auf, bevor er wieder in das sächsisch-thüringische Gebiet zurückkehrte. 1581 wird Arentsehe als Amtsvogt zum Giebichenstein bezeichnet, als die Mansfelder die alte Schuld ablösten.
Bekanntheit erreichte Arentsehe durch sein Drama Comoedia, ein Kriegsgericht des Sohnes Gottes als Hauptmann über die sündige Menschheit in der Person von Adam, der die Kriegsartikel (= 10 Gebote) brach.

## Werke
- Comoedia des geistlichen Malafitzrechten. Halberstadt 1587